# Plymstock
Plymstock est une banlieue de Plymouth, dans le comté anglais du Devon. Elle est située sur la rive orientale de la Plym (en).

## Histoire
Jusqu'au XXe siècle, Plymstock formait une paroisse civile rurale du Devon. Elle s'est développée rapidement avant et après la Seconde Guerre mondiale, devenant une banlieue-dortoir de Plymouth. Le 1er avril 1967, en même temps que Plympton (en), elle a été absorbée par Plymouth, dont elle constitue aujourd'hui une banlieue résidentielle.